# Успенська сільська рада (Локтівський район)
Успе́нська сільська рада (рос. Успенский сельский совет) — сільське поселення у складі Локтівського району Алтайського краю Росії.
Адміністративний центр та єдиний населений пункт — село Успенка.

## Населення
Населення — 930 осіб (2019; 1135 в 2010, 1163 у 2002).